# Menszáros Margit
Nagykereki Menszáros Margit (Budapest, 1875. április 4. – Budapest, 1923. április 22.), magyar színésznő.

## Életútja
Apja Nagykereki Menszáros Dániel, nagyváradi rendőrkapitány (? – 1893. október 24.), anyja Olvasztó Nyilas Amália. 1899. április 1-jén lépett színpadra Relle Ivánnál Pozsonyban, miután jeles eredménnyel fejezte be tanulmányait Rákosi Szidi színésziskolájában. 1900-ban Aradra szerződött, majd Debrecenbe a Komjáthy János vezette színtársulathoz. 1904. április 28-án férjhez ment Debrecenben Palágyi Lajos színészhez, és azon túl férjével együtt működött. Előbb együtt Szegedre szerződtek, majd Palágyi a Miskolci Színház pályázatát elnyerve annak igazgatója lett, mellette felesége a gazdasági igazgatói és adminisztrátori teendőket látta el. A 12 éves miskolci tartózkodása alatt ünnepelt színésznőként legnagyobb sikerét Lengyel Menyhért Taifun című darabjában aratta, mint Kerner Ilona. Később férjétől elváltan éltek (1920-ban kimondva), majd lemondott a színpadról és Fabényi Sándor – akkor „volt színházi titkár” – neje lett, akivel 1921-ben Budán könyvkereskedést nyitottak.